# Pressevæsen
Pressevæsen handler især om journalistik, presseetik, pressefrihed og presseret i forbindelse med udgivelse af aviser, ugeblade, radio, tv mv.
Især i nyere tid med internet, digitaliserede medier, mobiltelfoni og lign. er pressens område udvidet betydeligt og fokus er på mediet. Pressens Radioavis som en samlende enhed er nu et historisk begreb, der er afløst af talrige, individuelle internet-radio- og tv-stationer

## Særlige aviser
- Flensborg Avis bør også have en placering her. Bl.a. fik avisen tildelt Modersmål-Prisen i 1995.
- Hareskov-Værløse Avis bør nævnes, fordi redaktøren: Kaj Øgaard Sørensen stædigt og trofast siden 7. september 1945 har udgivet sin lokalavis én gang om ugen til husstande i Hareskov-Værløse området.
- Dagbladet Information opstod som en illegal presse under 2. verdenskrig